# Nati nel 1914/Febbraio
| Questa pagina contiene informazioni ricavate automaticamente dalle voci biografiche con l'ausilio del template Bio e di un bot. L'aggiornamento è periodico e automatico e ricostruisce completamente la pagina. Se manca una persona in questa lista, sei pregato di non aggiungerla, ma accertati piuttosto che la sua voce biografica contenga il template Bio e che i dati anagrafici siano correttamente compilati. Se il template Bio manca, inseriscilo tu stesso o, in alternativa, metti l'avviso {{tmp\|Bio}} che ne segnala la mancanza. Se i dati riportati sono sbagliati, correggi direttamente la voce biografica; le modifiche saranno visibili in questa lista entro pochi giorni. Per chiarimenti vedi il progetto biografie. La lista contiene solo le 157 persone che sono citate nell'enciclopedia e per le quali è stato implementato correttamente il template Bio. Pagina aggiornata al 18 ago 2025. |

- 1º febbraio - Hernando Avilés, cantante, musicista e compositore portoricano († 1986)
- 1º febbraio - Marino Girolami, regista, sceneggiatore e produttore cinematografico italiano († 1994)
- 1º febbraio - Norman J. Holter, fisico statunitense († 1983)
- 1º febbraio - Víctor Pozzo, calciatore e allenatore di calcio argentino († 1988)
- 1º febbraio - Francisco Providente, calciatore argentino
- 1º febbraio - Galina Sergeeva, attrice sovietica († 2000)
- 1º febbraio - Vittorio Vialli, paleontologo, geologo e geografo italiano († 1983)
- 2 febbraio - Alessandra Adari, attrice italiana († 1993)
- 2 febbraio - Farhat Hached, sindacalista tunisino († 1952)
- 3 febbraio - Claudio Bressanin, militare italiano († 1943)
- 3 febbraio - Mary Carlisle, attrice statunitense († 2018)
- 3 febbraio - Cesare Mastrella, funzionario e truffatore italiano († 1976)
- 3 febbraio - Ivan Chodák, allenatore di calcio e calciatore slovacco († 1994)
- 3 febbraio - Luigina Perversi, ginnasta italiana († 1983)
- 3 febbraio - Michael Reusch, ginnasta svizzero († 1989)
- 3 febbraio - Giuliano Tagliasacchi, calciatore italiano († 1999)
- 3 febbraio - George Wilson, giocatore di football americano, allenatore di football americano e cestista statunitense († 1978)
- 3 febbraio - Harlan Wilson, cestista statunitense († 1988)
- 4 febbraio - Alfred Andersch, scrittore e editore tedesco († 1980)
- 4 febbraio - Jette Bang, fotografa e regista danese († 1964)
- 4 febbraio - Pierre Ceyrac, gesuita e missionario francese († 2012)
- 4 febbraio - Severino Compagnoni, fondista italiano († 2006)
- 4 febbraio - Bruno Corbi, pubblicista, politico e partigiano italiano († 1983)
- 4 febbraio - Vladimir Dedijer, storico e politico jugoslavo († 1990)
- 4 febbraio - Maurice Dupuis, calciatore francese († 1977)
- 4 febbraio - Arsenio Frugoni, medievista italiano († 1970)
- 4 febbraio - Enrico Rodolfo Galbiati, presbitero, filologo e bibliotecario italiano († 2004)
- 5 febbraio - William S. Burroughs, scrittore, saggista e pittore statunitense († 1997)
- 5 febbraio - Alan Lloyd Hodgkin, fisiologo inglese († 1998)
- 5 febbraio - Ferdinando Maggioni, vescovo cattolico italiano († 1998)
- 5 febbraio - Silvius Magnago, politico e militare italiano († 2010)
- 5 febbraio - Luigi Mattioni, architetto, urbanista e teorico dell'architettura italiano († 1961)
- 6 febbraio - Lina Aimaro, soprano italiano († 2000)
- 6 febbraio - Bernd Freytag von Loringhoven, generale tedesco († 2007)
- 6 febbraio - Jean Majerus, ciclista su strada lussemburghese († 1983)
- 6 febbraio - Roza Papo, medico e partigiana jugoslava († 1984)
- 6 febbraio - Thurl Ravenscroft, attore, doppiatore e basso statunitense († 2005)
- 6 febbraio - Forrest Towns, ostacolista statunitense († 1991)
- 6 febbraio - Zdeněk Škrland, canoista cecoslovacco († 1996)
- 7 febbraio - Pietro Pajetta, partigiano italiano († 1944)
- 8 febbraio - Michele Columbu, politico e scrittore italiano († 2012)
- 8 febbraio - Roberto Ducci, diplomatico, scrittore e giornalista italiano († 1985)
- 8 febbraio - Demofilo Fidani, regista, sceneggiatore e scenografo italiano († 1994)
- 8 febbraio - Bill Finger, fumettista e scrittore statunitense († 1974)
- 8 febbraio - Renzo Helfer, politico italiano († 1991)
- 8 febbraio - Lloyd Lamble, attore australiano († 2008)
- 8 febbraio - Giacinto Prandelli, tenore italiano († 2010)
- 8 febbraio - Werner Roell, aviatore e militare tedesco († 2008)
- 8 febbraio - Andrea Vasa, filosofo italiano († 1980)
- 8 febbraio - Mario Vitali, bobbista italiano († 1979)
- 8 febbraio - Rolando Zanni, sciatore alpino e sciatore di velocità italiano († 2000)
- 9 febbraio - Bruno Frattegiani, arcivescovo cattolico italiano († 1996)
- 9 febbraio - Bill Justice, animatore e ingegnere statunitense († 2011)
- 9 febbraio - Bruce Metzger, biblista e traduttore statunitense († 2007)
- 9 febbraio - Ernest Tubb, cantante statunitense († 1984)
- 10 febbraio - Larry Adler, armonicista statunitense († 2001)
- 10 febbraio - Carlo Egger, latinista e abate austriaco († 2003)
- 10 febbraio - Villy Pasquali, veterinario e partigiano italiano († 1943)
- 10 febbraio - Claudio Solaro, generale e aviatore italiano
- 11 febbraio - Luigi Durand de la Penne, ammiraglio e politico italiano († 1992)
- 11 febbraio - Hans Hermann Junge, militare tedesco († 1944)
- 11 febbraio - Alfredo Sforzini, militare e partigiano italiano († 1943)
- 11 febbraio - Azio Vellani, calciatore italiano († 1949)
- 11 febbraio - Josh White, cantante, cantautore e chitarrista statunitense († 1969)
- 12 febbraio - Tex Beneke, sassofonista, cantante e direttore d'orchestra statunitense († 2000)
- 12 febbraio - Renato Calzolai, calciatore e allenatore di calcio italiano
- 12 febbraio - Nello Celio, politico, magistrato e avvocato svizzero († 1995)
- 12 febbraio - Giovanni Codinachs Tuneu, religioso spagnolo († 1936)
- 12 febbraio - Lazar Koliševski, politico e generale jugoslavo († 2000)
- 12 febbraio - Michail Michajlovič Nazvanov, attore sovietico († 1964)
- 12 febbraio - Hanna Neumann, matematica tedesca († 1971)
- 12 febbraio - Arvid Pardo, diplomatico maltese († 1999)
- 12 febbraio - Henry Primakoff, fisico russo († 1983)
- 12 febbraio - Edmund Twórz, calciatore polacco († 1987)
- 13 febbraio - Renato Baccari, giurista italiano († 2012)
- 13 febbraio - Renzo De Alexandris, pittore italiano († 2008)
- 13 febbraio - George Kleinsinger, compositore statunitense († 1982)
- 13 febbraio - Katarína Lazarová, scrittrice slovacca († 1995)
- 13 febbraio - Tadeusz Sawicz, militare e aviatore polacco († 2011)
- 13 febbraio - Viktor Mihajlovič Ždanov, virologo sovietico († 1987)
- 14 febbraio - Ancillotto Ancillotti, calciatore e allenatore di calcio italiano († 1998)
- 14 febbraio - Bayliss Levrett, pilota automobilistico statunitense († 2002)
- 14 febbraio - Nancy Harkness Love, aviatrice statunitense († 1976)
- 14 febbraio - Jan Melka, calciatore cecoslovacco († 1997)
- 15 febbraio - Primo Bandini, partigiano italiano († 1944)
- 15 febbraio - Enzo Bartolini, canottiere italiano († 1998)
- 15 febbraio - Hale Boggs, politico e avvocato statunitense († 1972)
- 15 febbraio - Enver Bongrani, fumettista italiano († 1968)
- 15 febbraio - Ernest Dubac, calciatore jugoslavo († 1985)
- 15 febbraio - Matteo La Grua, presbitero italiano († 2012)
- 15 febbraio - Kevin McCarthy, attore statunitense († 2010)
- 15 febbraio - Luigi Stifani, violinista italiano († 2000)
- 15 febbraio - Jack Taylor, allenatore di calcio e calciatore inglese († 1978)
- 15 febbraio - Arthur de la Mare, diplomatico inglese († 1994)
- 16 febbraio - Manuel Fernández, calciatore spagnolo († 1961)
- 16 febbraio - Corrado Gelli, politico italiano († 1981)
- 16 febbraio - Aleksandr Isaakovič Kitajgorodskij, fisico sovietico († 1985)
- 16 febbraio - Fulvio Setti, militare, aviatore e ostacolista italiano († 1991)
- 17 febbraio - Piero Colobini, militare italiano († 1941)
- 17 febbraio - Larry Douglas, attore statunitense († 1996)
- 17 febbraio - Arthur Kennedy, attore statunitense († 1990)
- 17 febbraio - Wayne Morris, attore statunitense († 1959)
- 17 febbraio - René Vietto, ciclista su strada francese († 1988)
- 18 febbraio - Gordon Cummins, assassino seriale britannico († 1942)
- 18 febbraio - Mario D'Agostini, ufficiale e aviatore italiano († 1942)
- 18 febbraio - Sándor Képíró, militare ungherese († 2011)
- 19 febbraio - Cyril Aldred, egittologo britannico († 1991)
- 19 febbraio - Jacques Dufilho, attore francese († 2005)
- 19 febbraio - Xosé María Díaz Castro, poeta e traduttore spagnolo († 1990)
- 19 febbraio - Kamil Ocak, cestista turco († 1969)
- 19 febbraio - Enrico Opocher, filosofo e giurista italiano († 2004)
- 20 febbraio - John Charles Daly, giornalista, conduttore radiofonico e conduttore televisivo statunitense († 1991)
- 20 febbraio - Arnold Denker, scacchista statunitense († 2005)
- 20 febbraio - Felice Fanetti, canottiere italiano († 1974)
- 20 febbraio - Josef Galáb, calciatore cecoslovacco († 1973)
- 20 febbraio - Giuseppe Grandi, militare italiano († 1943)
- 20 febbraio - Piero Guelfi, baritono italiano († 1989)
- 20 febbraio - Vincent Massey, avvocato, diplomatico e politico canadese († 1967)
- 20 febbraio - Carlo Protti, politico italiano († 1986)
- 21 febbraio - Osvaldo Ferrini, calciatore e allenatore di calcio italiano († 1991)
- 21 febbraio - Ilmari Juutilainen, aviatore finlandese († 1999)
- 22 febbraio - Santi Emanuele Barberini, letterato italiano († 1987)
- 22 febbraio - Alfredo Covelli, politico italiano († 1998)
- 22 febbraio - Renato Dulbecco, biologo e medico italiano († 2012)
- 22 febbraio - Nardo Dunchi, scultore e partigiano italiano († 2010)
- 22 febbraio - Karl Otto Götz, pittore tedesco († 2017)
- 22 febbraio - Otello Toso, attore italiano († 1966)
- 22 febbraio - Yeom Eun-hyeon, cestista giapponese († 1999)
- 23 febbraio - Diego Marabelli, ciclista su strada italiano († 2006)
- 23 febbraio - Theo Middelkamp, ciclista su strada e pistard olandese († 2005)
- 23 febbraio - Isaak Pattiwael, calciatore indonesiano († 1987)
- 24 febbraio - Livio Ceccotti, militare e aviatore italiano († 1942)
- 24 febbraio - Renato Coletta, militare italiano († 1940)
- 24 febbraio - Ralph Erskine, architetto inglese († 2005)
- 24 febbraio - Virginia Giorgi, ginnasta italiana († 1991)
- 24 febbraio - Eric Johnston, pallanuotista australiano († 2005)
- 24 febbraio - Robert Kinoshita, effettista e scenografo statunitense († 2014)
- 24 febbraio - Alfonso Miquel Garriga, religioso spagnolo († 1936)
- 24 febbraio - Ricardo Odnoposoff, violinista argentino († 2004)
- 24 febbraio - Zachary Scott, attore statunitense († 1965)
- 24 febbraio - Lyne de Souza, modella francese († 1991)
- 25 febbraio - Carroll Borland, attrice statunitense († 1994)
- 25 febbraio - Nais Lago, attrice italiana
- 25 febbraio - Jean Petit, calciatore belga († 1944)
- 25 febbraio - Ugo Rapalo, direttore d'orchestra e compositore italiano († 2003)
- 26 febbraio - Robert Alda, attore, cantante e ballerino statunitense († 1986)
- 26 febbraio - Antonio Cardile, pittore, scultore e incisore italiano († 1986)
- 26 febbraio - Fritz Landertinger, canoista austriaco († 1943)
- 26 febbraio - Witold Rowicki, direttore d'orchestra polacco († 1999)
- 27 febbraio - Winifred Atwell, pianista, compositrice e musicista britannica († 1983)
- 27 febbraio - Todd Bolender, ballerino, coreografo e direttore artistico statunitense († 2006)
- 27 febbraio - Gian Battista Cagna, calciatore italiano
- 27 febbraio - Tore Lindzén, pallanuotista svedese († 2003)
- 28 febbraio - Élie Bayol, pilota automobilistico francese († 1995)
- 28 febbraio - Diana Dei, attrice italiana († 1999)
- 28 febbraio - Antonio Pecoraro, politico italiano († 1999)
- 28 febbraio - Karl Zuegg, imprenditore italiano († 2005)